# Хришћанска молитва
Хришћанска молитва је религиозни чин изговарања одређеног текста у којем се верници хришћани обраћају Богу. За Хришћане молитва представља разговор са Богом. На молитви се заснива вера и молитва је одржава и утврђује у приватном и јавном животу.
Осим Богу, Хришћани се моле и Блаженој Девици Марији, свецима и анђелима чуварима.
Молитва у разним видовима постоји у већини религија света. Бити у молитвеном стању могуће је у свим животним околностима, а најквалитетнији услови за молитву су у осамљењу.
У западном или латинском обреду католичке цркве, вероватно најчешћи облик молитве је Бројаница, док је у источној цркви (источни обреди католичке цркве и православне цркве), најзаступљенији Исусова молитва (Оче наш), која се често понавља као део медитативног исихазма праксе источног хришћанства.

## Подела
Под молитвом се подразумева разговарати са Богом, захваљивати Му се, клањати Му се, износити Му своја размишљања и осећања, молити Га за нешто. Начини на које се хришћани моле су врло разнолики. Хришћанска молитва се може поделити на три типа молитви у зависности од њеног циља:
- молитве хвале и слављења
- молитве благодарности
- молитве мољења

У хришћанској католичкој традицији заступљена је и медитативна молитва и размишљање уз молитву, које су увели Свети Јован Крститељ и Света Терезија.

## Најпознатије хришћанске молитве
За најпознатију хришћанску молитву сматра се молитва Оче наш, коју је први молио Исус Христос. Међу познате молитве спадају и молитве Здраво Маријо, Слава Оцу, Ницејско-Цариградски веровање и православна молитва Кирие.
Молитва помоћу бројаница један је од најстаријих начина молитве. Мале бројанице обично имају 33 чворића, а постоје и веће бројанице од по 50, 100 или 300 чворића и на сваком чворићу се моли по једна молитва. Овакав начин молитве је посебно био негован од стране православних монаха.

### Оче наш
Молитва Господња или Оче наш (понекад се налази и као „Оченаш") је најпознатија молитва у хришћанству, и по Новом Завету је једина молитва проповедана од самог Исуса Христоса. Записана је у Библији (Светом писму - у две од укупно четири књиге јеванђеља Новог Завета). Текст молитве који се користи у богослужењима и молитвеницима Православне цркве незнатно одступа од оног у Матејевом и Лукином јеванђељу.
Молитва Оче наш на српском језику:
Оче наш, који си на небесима, да се свети име Твоје, да дође царство Твоје;
да буде воља твоја, и на земљи као и на небу.
Хљеб наш насушни дај нам данас, и опрости нам дугове наше, као што и ми опраштамо дужницима својим;
и не уведи нас у искушење, но избави нас од злога. Амен.

## Теологија
Теологија (грч. Θεος — Бог и грч. λογος — наука) је учење о боговима или Богу.
Термин је први пут употребио Платон и одредио га као продубљивање онога у шта се верује, као рационално преиспитивање веровања у богове, науку о боговима. Аристотел у свом делу „Метафизика“ теологију назива „првом филозофијом“, науком о апсолутном бићу, „првом покретачу“, непроузрокованом. Појам „први покретач“ код Аристотела идентичан је појму „Бог“, па ће Аристотелова терминологија касније ући у хришћанску теологију.
У списима светих отаца Православне цркве, теологија има много значења: учење о Богу уопште, знање о Светој тројици, знање о Господу Исусу Христу, учење о Христу и Духу светом, учење о спасењу у Христу, исповедање догмата, а међу њима и молитвено н мистично познање Бога.
Данас се у православљу теологија сматра објављивањем и деловањем Речи Божје, па са тог аспекта она означава:
- Реч од Бога — Откривење Божје преко природе, старозаветних догађаја и Господа Исуса Христа;
- Реч о Богу — посматрајући себе и природу долазимо до сазнања о Богу;
- Реч ка Богу — молитва је дијалог с Богом;
- Реч у Богу — када у човеку дође до мистичног сједињавања с Богом. То је тзв. созерцање — надлогички, надрационални акт душе.

### О молитви
Молитва се дефинише као побожан разговор душе са Богом, узношење ума и срца Богу. То је духовна веза између људског бића и Господа Бога. Хришћанска молитва се састоји, најмање, из три дела. Први део је захваљивање Богу на досадашњим даровима које смо примили од Њега, други је наша молба, а трећи је прослављање Бога. Молитва не мора, чак ни не треба да има шаблон, већ су најлепше молитве које човек изговори из чистога срца, са пуним поверењем према Богу.
Молитва може бити посебна (самостална) и заједничка. Поред посебне, домаће молитве, постоје и молитве у заједници, у храму. Заједничке молитве подстичу узајамну љубав, тиме што указују да су сви делови једног тела Христовог.